# Аль-Мунафикун
Аль-Мунафикун (араб. المنافقون — Лицемеры) — шестьдесят третья сура Корана. Сура мединская.  Состоит из 11 аятов.

## Содержание
В этой суре указывается на некоторые качества, характерные для лицемеров: они говорят своими устами, что они верующие, на самом же деле они лжецы. Они прикрываются своими ложными клятвами, словно щитом, избавляющим их от клейма неверия, которого они придерживаются, и от наказания за него. В суре также указывается, что их внешний вид приятный и привлекает внимание тех, кто смотрит на них; и они красноречивы — поэтому люди охотно слушают их речи. Вместе с тем, их сердца пусты без веры и безжизненны, будто брёвна.
В суре говорится о том, что лицемеры считают, что они якобы сильны, а верующие слабы; они угрожали изгнать верующих после возвращения в Медину. Сура указывает, какая из сторон оказалась сильнее.

Когда лицемеры приходят к тебе, они говорят: «Свидетельствуем, что ты - посланник Аллаха». Аллах знает, что ты - Его посланник, и Аллах свидетельствует, что лицемеры являются лжецами. ۝ Они сделали свои клятвы щитом и сбили других с пути Аллаха. Воистину, скверно то, что они совершают! ۝ Это потому, что они уверовали, а затем стали неверующими. Затем их сердца были запечатаны, и теперь они не разумеют. ۝ Когда ты смотришь на них, их тела восхищают тебя. Когда они говорят, ты слушаешь их слова. Они подобны прислонённым брёвнам. Всякий крик они считают обращённым против них. Они являются врагами - остерегайся же их. Да погубит их Аллах! До чего же они отвращены от истины! ۝ Когда им говорят: «Придите, чтобы посланник Аллаха попросил для вас прощения», - они качают головой, и ты видишь, как они надменно отворачиваются. ۝ Попросишь ты для них прощения или не станешь просить для них прощения - им всё равно. Аллах не простит их. Воистину, Аллах не ведёт прямым путём нечестивых людей. ۝ Именно они говорят: «Ничего не тратьте на тех, кто возле посланника Аллаха, пока они не покинут его». Аллаху принадлежат сокровищницы небес и земли, но лицемеры не понимают этого. ۝ Они говорят: «Когда мы вернёмся в Медину, то могущественные среди нас непременно изгонят оттуда презренных». Могущество присуще Аллаху, Его посланнику и верующим, но лицемеры не знают этого. ۝ О те, которые уверовали! Пусть ваше имущество и ваши дети не отвлекают вас от поминания Аллаха. А те, которые поступают таким образом, окажутся потерпевшими убыток. ۝ Расходуйте из того, чем Мы вас наделили, до того, как вас постигнет смерть и вы скажете: «Господи! Предоставь мне недолгую отсрочку, и я буду раздавать милостыню и стану одним из праведников». ۝ Аллах не предоставит отсрочки душе, если наступил её срок. Аллах ведает о том, что вы совершаете.—  63:1—11 (Кулиев)